# André Ballatore
André Ballatore (Paris, 7 avril 1913 - Toulon, 9 juin 1997) est un militaire français, Compagnon de la Libération. Aviateur déjà en poste dans l'Armée de l'air avant le déclenchement de la guerre, il rallie la France libre en 1940 et participe notamment à la campagne de Syrie ainsi qu'à des opérations en Afrique du nord, en France et en Allemagne.

## Biographie

### Avant-guerre
André Ballatore est né le 7 avril 1913 à Paris d'un père pâtissier. Une fois son Certificat d'études primaires obtenu, il travaille un temps dans le domaine de la joaillerie avant de devancer son appel au service national le 15 décembre 1931. Il est alors engagé au 35e régiment d'aviation sur la base de Bron. Promu sergent en 1933, il participe en 1937 au défilé aérien du 14 juillet à Paris lorsque son appareil tombe en panne en évoluant à faible altitude avec sa formation. Il se distingue alors par son sang-froid, parvenant à maîtriser son appareil et à éviter les zones habitées pour se poser en catastrophe sur un terrain vague, évitant toute perte civile.

### Seconde guerre mondiale
Sergent-chef au moment de la déclaration de guerre en septembre 1939, il est alors moniteur à l'école des sous-officiers pilotes à Istres. Promu adjudant, il embarque pour Beyrouth en avril 1940 où il intègre les formations aériennes du Levant. Affecté à la 2e escadrille du Groupe de chasse 1/7 basé à Rayak, il est détaché à la Royal Air Force le 23 juin 1940 pour des opérations au-dessus d'Ismaïlia en Égypte en compagnie du lieutenant Antoine Péronne et de l'adjudant-chef Christian Coudray. Refusant l'armistice du 22 juin 1940, les trois hommes décident de ne pas retourner à leur base française et s'engage dans la Royal Air Force. Promu adjudant-chef, André Ballatore est affecté en juillet 1940 au French Fighter Flight no 2, unité rattachée en août suivant au Squadron RAF no 274. Au sein de cette unité, il participe à des missions d'attaque au sol et de couverture de la flotte alliée. En avril 1941, il rallie la France libre et s'engage dans les Forces aériennes françaises libres dans lesquelles il est affecté à l'Escadrille Française de Chasse no 1 au sein du Squadron RAF no 73. Sous les ordres du lieutenant Denis, il participe à de nombreuses missions en Libye et en Crète au cours desquelles il abat un avion ennemi. Remarqué pour son courage et son engagement, il obtient la Croix de la Libération dès le 23 juin 1941. Durant l'année 1942, il s'occupe essentiellement de liaisons aériennes notamment en Syrie, puis il est affecté en juillet 1943 au centre d'instruction de la base aérienne de Rayak. Affecté au groupe Picardie en janvier 1944, il combat en Afrique du nord puis en France en novembre suivant au sein du Groupe de chasse 1/3 Corse. Promu lieutenant, pendant toute la fin de la guerre par des missions en territoire ennemi où il détruit de nombreux véhicules par des attaques au sol.

### Après-guerre
La guerre terminée, il poursuit sa carrière militaire au sein de l'Armée de l'air française. Il quitte le service actif en 1959 avec le grade de capitaine. André Ballatore meurt le 9 juin 1997 à La Valette-du-Var où il est inhumé.

## Décorations
|  |  |  |  |  |  |
|  |  |  |  |  |  |

| Commandeur de la Légion d'Honneur | Commandeur de la Légion d'Honneur | Compagnon de la Libération | Compagnon de la Libération        | Croix de Guerre 1939-1945         | Croix de Guerre 1939-1945         |
| Croix du combattant               | Croix du combattant               | Croix du combattant        | Médaille coloniale Agrafe "Libye" | Médaille coloniale Agrafe "Libye" | Médaille coloniale Agrafe "Libye" |